# Sofronisco
Sofronisco (Σωφρονíσκος, Sōphronískos en griego) fue un cantero y escultor ateniense del siglo VI-V a. C., conocido por ser el padre de Sócrates. Como escultor, debió pertenecer a la escuela ática anterior a Fidias.

## Biografía

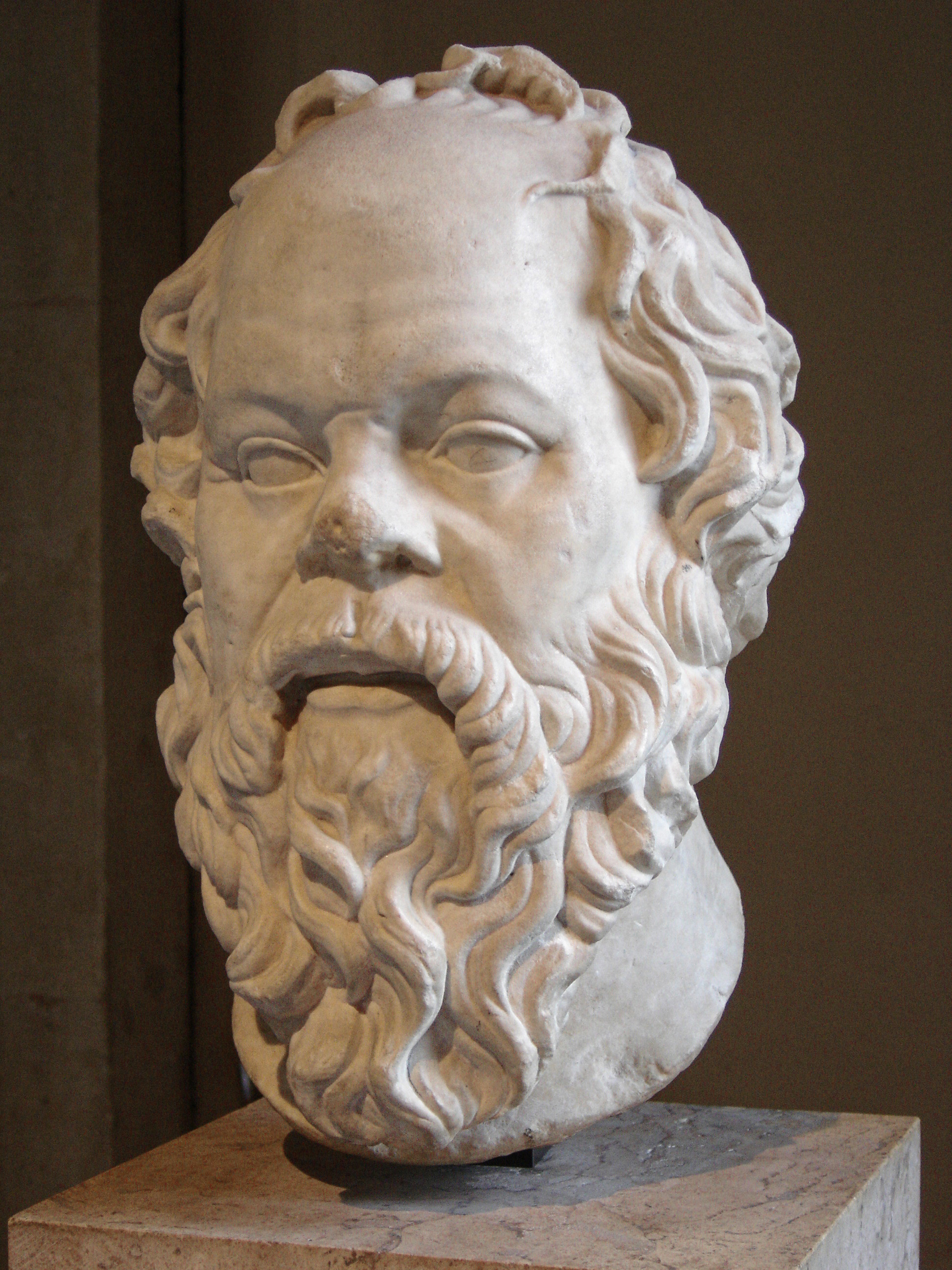
Retrato de Sócrates, hijo de Sofronisco.

Lo poco que sabemos de Sofronisco es gracias a haber sido mencionado brevemente en las obras de Platón y Jenofonte, cuando mencionaron el parentesco familiar de Sócrates, maestro de ambos. 
Según Platón en su diálogo Laques, fue amigo de Lisímaco de Tracia, y según este y otro diálogo del mismo autor, el Eutidemo, fue padre de Sócrates.
Se casó con la comadrona Fenáreta, con la que tuvo al menos un hijo (Sócrates) y de la que se dice que inspiró a este último la mayéutica como método de acercamiento a la verdad. Ambos cónyuges vivían en el barrio ateniense de los canteros y escultores, en el demo de Alopece. 
Participó en la construcción del Partenón  así como su hijo Sócrates, que fue el autor de un grupo de las Gracias colocado a la entrada de la acrópolis, y así pudo beneficiarse de unos ingresos que le ayudaran económicamente, ya que los que obtenía como filósofo eran escasos o inexistentes.